# Cola scheffleri
Cola scheffleri é uma espécie de angiospérmica da família Sterculiaceae.
Apenas pode ser encontrada na Tanzânia.